# Silence (film 2016)
Silence è un film del 2016 diretto da Martin Scorsese.
Il film, che segna il ritorno alla collaborazione con Scorsese dello sceneggiatore Jay Cocks, dopo L'età dell'innocenza e Gangs of New York, è tratto dal romanzo storico Silenzio del 1966 del giapponese Shūsaku Endō, che narra le persecuzioni subite dai cristiani in Giappone durante il periodo Tokugawa nel XVII secolo e la storia dei gesuiti realmente esistiti Cristóvão Ferreira e Giuseppe Chiara, su cui Endo ha modellato il personaggio di Padre Rodrigues.
Nei panni di tre padri gesuiti appaiono Andrew Garfield, Adam Driver e Liam Neeson.
Dallo stesso soggetto Masahiro Shinoda trasse nel 1971 il film Chinmoku presentato l'anno successivo in concorso a Cannes.

## Trama
A Macao, nel 1633, due giovani gesuiti portoghesi, Sebastião Rodrigues e Francisco Garupe, vengono a sapere, da padre Alessandro Valignano, che il loro confessore, Cristóvão Ferreira, missionario in Giappone, dopo essere stato torturato, ha fatto apostasia e ha abbracciato lo stile di vita giapponese. I due non vogliono credere alla notizia e decidono di mettersi alla ricerca del loro padre spirituale.
Grazie a una nave cinese i due riescono a sbarcare clandestinamente in Giappone, assieme alla loro guida locale, Kichijiro, un pescatore giapponese alcolizzato, trovato nel porto di Macao. Ad accoglierli, in un villaggio costiero, è una nutrita comunità di contadini cristiani, costretta a praticare la loro fede in segreto, a causa delle persecuzioni. Rodrigues e Garupe iniziano, così, ad amministrare i sacramenti alla loro nuova comunità di fedeli e il primo si reca anche a portare conforto spirituale nella vicina isola di Gotō. In una confessione Rodrigues viene inoltre a sapere che Kichijiro era cristiano, ma che aveva rinnegato la sua fede per non essere arso vivo come tutta la sua famiglia.
Poco dopo l'arrivo dei due gesuiti, tuttavia, si presentano al villaggio alcune autorità in cerca di cristiani. Per proteggere le guide spirituali, quattro contadini decidono di offrirsi come ostaggi. Tra questi c'è anche Kichijiro, che, tuttavia, durante la pratica del fumie accetta di sputare sopra un crocifisso, avendo così salva la vita. I restanti tre vengono invece crocifissi sulla scogliera e lasciati in balia della marea fino al decesso.
Rodrigues e Garupe decidono, quindi, di dividersi. Rodrigues ritorna a Gotō, dove trova il villaggio in cui aveva predicato distrutto. Dopo essersi avventurato nell'entroterra, ritrova Kichijiro, che il giorno successivo lo consegna alle autorità in cambio di una taglia. Nonostante ciò, il giovane si dimostra dispiaciuto e comunica al gesuita di essere stato costretto a denunciarlo e di non aver accettato il denaro della taglia.
Tenuto prigioniero assieme ad altri contadini cristiani, Rodrigues ha un colloquio con un interprete che rinfaccia ai gesuiti di non riuscire a comprendere la profondità della cultura giapponese e l'arroganza con cui vogliono, invece, imporre il loro credo. L'interprete conferma, inoltre, le notizie che il giovane aveva sentito a Macao su padre Ferreira.
Il prete viene, successivamente, trasferito a Nagasaki, dove ha il primo colloquio con il temibile inquisitore Inoue Masahige (che si rivela essere un debole anziano) e altre autorità, le quali cercano di far comprendere al giovane missionario che la dottrina cristiana non potrà mai attecchire in Giappone. Rodrigues ribatte, tuttavia, sottolineando il carattere universale della Verità cristiana. Nei giorni successivi hanno luogo altri colloqui con l'inquisitore, volti a far cambiare idea al gesuita, che è anche costretto ad assistere ad alcune esecuzioni di cristiani. In carcere incontra anche Kichijiro che, dopo essere stato assolto per i propri peccati, non esita nuovamente ad abiurare per essere libero.
Un giorno Rodrigues viene anche condotto su una spiaggia, dove si sta preparando un'altra esecuzione di cristiani. Tra di essi scorge anche l'amico Garupe. L'interprete spiega al gesuita che, in realtà, tutti i prigionieri hanno già rinnegato la loro fede, ma che verranno comunque giustiziati se Garupe non farà altrettanto. Garupe, tuttavia, rifiuta e muore a sua volta mentre cerca di salvare una ragazza gettata in mare per essere affogata.
Condotto in un tempio buddhista, Rodrigues incontra, finalmente, padre Ferreira. Alla vista del suo ex padre spirituale, conosciuto ora con il nome di Sawano Chūan, il giovane scoppia in lacrime.
Ferreira, cerca, dunque, di spiegare al giovane i motivi della sua apostasia: i giapponesi non potranno mai comprendere l'essenza effettiva del Dio cristiano. La cultura giapponese permette, inoltre di ritrovare la vera natura dell'uomo, e forse anche Dio stesso. L'ex sacerdote dichiara poi di essere impegnato nella stesura di un trattato di astronomia e di uno volto a enunciare gli errori della dottrina cattolica.
Rattristato e contrariato con Ferreira, Rodrigues si dichiara pronto ad affrontare il martirio. Udendo i pianti di alcuni cristiani torturati, nonostante avessero abiurato, e sollecitato nuovamente dallo stesso Ferreira, il missionario decide, tuttavia, di compiere il fumie per salvare le vite dei suppliziati. Nel compiere il gesto di apostasia, il giovane ode anche la voce di Cristo stesso che lo invita a calpestarlo per risparmiare i contadini.
Dopo l'apostasia anche Rodrigues abbraccia lo stile di vita giapponese, imparandone gli usi e costumi e sposando una donna locale. È inoltre incaricato di esaminare i carichi delle navi olandesi che sbarcano a Nagasaki, per evitare che eventuali oggetti di devozione cristiana possano entrare nell'isola. In questo risulta più scrupoloso e inflessibile dello stesso Ferreira, sulla cui abiura, per altro, in seguito sorgerà qualche dubbio, nel momento in cui un giorno lo stesso si rivolgerà a Dio chiamandolo "Nostro Signore" salvo poi rimangiarsi quanto sfuggitogli.
Una voce narrante dichiara di avere visto in quell'occasione i primi preti cattolici che in Giappone hanno abiurato la loro fede.
Un giorno Kichijiro, ora servo in casa di Rodrigues, chiede all'ex gesuita di poter ricevere l'assoluzione per i suoi peccati. Lui si rifiuta dicendo di non essere più un prete e, dopo aver sempre sofferto per il silenzio di Dio, si rende conto che è proprio attraverso il silenzio che Dio comunica con lui. Poco tempo dopo, viene trovato addosso a Kichijiro un ciondolo contenente un'icona e per questo viene arrestato. Rodrigues, di fronte a questo, non mostra alcun segno che possa far pensare ad un suo effettivo ritorno al cristianesimo.
Ormai vecchio, l'ex gesuita muore e viene cremato come buddista, dentro una grande cesta rotonda, simile ad una botte. Pochi istanti prima che si dia fuoco alla pira funeraria, a sua moglie è permesso di porre tra le mani del defunto un'offerta votiva per scacciare gli spiriti maligni. La moglie compie il gesto, ma nasconde tra le mani giunte un piccolo crocifisso, quel crocifisso che si rivela essere il dono ricevuto da un fedele martire di quel villaggio in cui Rodrigues giunse arrivato in Giappone per la prima volta. Rodrigues era forse rimasto intimamente cristiano.

## Produzione
Dopo aver girato i precedenti due film ricorrendo alla cinepresa digitale, Martin Scorsese ha deciso che per Silence avrebbe utilizzato esclusivamente la pellicola 35 millimetri.
Inizialmente Martin Scorsese aveva scritturato Daniel Day-Lewis, Gael García Bernal e Benicio del Toro, tuttavia hanno tutti abbandonato il progetto a causa dei ritardi continui nella lavorazione e sono stati sostituiti rispettivamente da Liam Neeson, Andrew Garfield e Adam Driver
Le riprese si sono svolte interamente in Cina e a Taiwan, dal 30 gennaio al 15 maggio 2015.

## Promozione
Il primo trailer del film è stato diffuso online il 23 novembre 2016.

## Distribuzione
L'anteprima del film si è tenuta a fine novembre a Roma, davanti a un pubblico ristretto di 400 padri gesuiti con il benestare di padre James J. Martin, editore della rivista gesuita America, che ha collaborato come consulente nella produzione del film e ha scelto personalmente la location italiana e la data. La rivista dei gesuiti La Civiltà Cattolica il 9 dicembre successivo ha pubblicato in italiano e inglese un'ampia intervista di 22 pagine a Martin Scorsese, realizzata dal direttore Antonio Spadaro, nella quale il regista parla estesamente dell'ispirazione del suo film.
Negli Stati Uniti il film ha avuto una distribuzione limitata a opera di Paramount Pictures a partire dal 23 dicembre 2016, per poi essere distribuito in tutto il paese nel gennaio 2017.
In Italia il film è uscito nei cinema il 12 gennaio 2017, distribuito da 01 Distribution.

## Accoglienza

### Incassi
Con un budget di 46 milioni di dollari, il film è stato un fiasco: gli incassi mondiali sono stati di circa 23 milioni di dollari, di cui solo 7 milioni nel mercato nordamericano, rendendo la pellicola il minor successo commerciale di Martin Scorsese.

### Critica
Il titolo del film Silence riprende il problema teologico del non intervento di Dio di fronte alla presenza del male; ovvero, secondo MYmovies, «il sentirsi abbandonato da un Dio il cui silenzio è talvolta assordante. Ognuna delle torture cui padre Rodrigues, l'io narrante della storia, verrà sottoposto mette alla prova non solo la sua fede ma la sua visione del mondo, l'idea stessa che esista una verità assoluta valida per tutti, e la legittimità di imporla agli altri, esponendoli a pericolo di vita. Dopo averci fatto immedesimare nelle lodevoli intenzioni di Rodrigues, infatti, Scorsese ribalta più e più volte la prospettiva, mostrandoci come, dal punto di vista giapponese, l'attività missionaria contenesse in sé una volontà colonizzatrice [...] In questo senso Scorsese costruisce un film binario e palindromo [...] che consente una doppia e opposta lettura della vicenda narrata».

## Riconoscimenti
- 2017 - Premio Oscar
  - Candidatura alla Migliore fotografia a Rodrigo Prieto
- 2016 - National Board of Review Awards
  - Migliori dieci film dell'anno
  - Miglior sceneggiatura non originale a Jay Cocks e Martin Scorsese
- 2016 - American Film Institute
  - Migliori dieci film dell'anno